# Dawid Kościów
Dawid Kościów (ur. 5 czerwca 1990) – polski lekkoatleta specjalizujący się w rzucie oszczepem.
Medalista mistrzostw Polski seniorów ma w dorobku jeden brązowy medal (Lublin 2018).
Reprezentant Polski w pucharze Europy w rzutach. 
Rekord życiowy: 80,64 (20 lipca 2018, Lublin). 

## Osiągnięcia
| Rok  | Impreza                 | Miejsce | Pozycja    | Wynik |
| ---- | ----------------------- | ------- | ---------- | ----- |
| 2019 | Puchar Europy w rzutach | Šamorín | 9. miejsce | 70,74 |